# Congregação Mantuana
A Congregação Mantuana (em italiano Congregazione Mantovana) surgiu em 1442 com a união dos conventos “Observantes” de “Le Selve”, Mântua (em italiano Mantova)  e Gironda. Tinha um próprio vigário-geral. Frisava mais o espírito interior renovado do que as observâncias externas. Teve vários membros notáveis pela santidade, entre os quais: Angelo Mazzinghi, Bartolomeu Fanti, Battista Spagnoli (ou Mantuano), Giovanna Scopelli, Arcangela Girlani (todos beatos).
A Congregação Mantuana em 1520 tinha 33 conventos masculinos e oito mosteiros femininos. No início do século XVIII os conventos eram 51 e os mosteiros 16. O Papa Pio VI suprimiu-a em 1783 reunindo-a à Ordem Carmelita. 